# Giovanni Giorgio II di Sassonia
Giovanni Giorgio II di Sassonia (Dresda, 31 maggio 1613 – Freiberg, 22 agosto 1680) fu un membro della casata di Wettin, principe elettore di Sassonia dal 1656 alla sua morte.

## Biografia
Era il terzo (quarto in ordine di nascita) ma primogenito sopravvissuto di Giovanni Giorgio I di Sassonia, e della sua seconda moglie, Maddalena Sibilla di Prussia. Successe a suo padre come elettore di Sassonia l'8 ottobre 1656.

## Regno
Nel 1657 sottoscrisse un accordo con i fratelli al fine di evitare dispute e future divisioni del principato e, nel 1664, entrò in relazioni amichevoli con Luigi XIV. Ricevette del denaro da parte del re francese, ma la strenua opposizione di alcune fazioni sassoni anti-francesi lo spinse ad aderire alla politica di Leopoldo I.
I suoi interessi principali non comprendevano la politica, ma la musica e l'arte. Durante il suo regno Dresda divenne il centro musicale della Germania; accogliendo musicisti stranieri e non, raccolse attorno a sé una grande e splendida corte, e la sua capitale fu teatro costante di festival musicali e non. Commissionò la costruzione del primo teatro dell'opera, l'Opernhaus am Taschenberg .
Grazie al duca Guglielmo di Sassonia-Weimar, Giovanni Giorgio entrò a far parte della Società dei Beni (1658).
Il suo regno fu contraddistinto dalla rinascita economica della Sassonia dopo la guerra dei trent'anni. Il suo interessamento personale contribuì alla nascita di numerose industrie ed accorgimenti per una migliore economia del principato (industria tessile, promozione della produzione di carbone e vetro, e molte altre cose). L'argento estratto dalle vicine montagne risanò le casse dello stato, e la zecca di Lipsia riprese nuovamente a battere moneta. Anche gli esuli boemi (1654) contribuirono ad un ulteriore sviluppo economico della regione.

## Matrimonio
A Dresda, il 13 novembre 1638, Giovanni Giorgio sposò Maddalena Sibilla di Brandeburgo-Bayreuth (27 ottobre 1612-20 marzo 1687), figlia di Alberto Federico di Prussia. Ebbero tre figli:
- Sibilla Sofia (16 settembre 1642-27 febbraio 1643);
- Erdmute Sofia (25 febbraio 1644-22 giugno 1670), sposò Cristiano Ernesto di Brandeburgo-Bayreuth;
- Giovanni Giorgio (20 giugno 1647-12 settembre 1691).

## Ascendenza
|                                     |                      |                                   | Genitori                       |  |  | Nonni |  |  | Bisnonni              |  |  | Trisnonni             |  |
|                                     |                      |                                   |                                |  |  |       |  |  | Augusto I di Sassonia |  |  | Enrico IV di Sassonia |  |
|                                     |                      |                                   |                                |  |  |       |  |  | Augusto I di Sassonia |  |  | Enrico IV di Sassonia |  |
|                                     |                      | Caterina di Meclemburgo-Schwerin  |                                |  |  |       |  |  | Augusto I di Sassonia |  |  |                       |  |
| Cristiano I di Sassonia             |                      |                                   |                                |  |  |       |  |  | Augusto I di Sassonia |  |  |                       |  |
|                                     |                      | Anna di Danimarca                 | Cristiano III di Danimarca     |  |  |       |  |  |                       |  |  |                       |  |
|                                     |                      | Anna di Danimarca                 | Cristiano III di Danimarca     |  |  |       |  |  |                       |  |  |                       |  |
|                                     |                      | Anna di Danimarca                 | Dorotea di Sassonia-Lauenburg  |  |  |       |  |  |                       |  |  |                       |  |
| Giovanni Giorgio I di Sassonia      |                      | Anna di Danimarca                 |                                |  |  |       |  |  |                       |  |  |                       |  |
|                                     |                      | Giovanni Giorgio di Brandeburgo   | Gioacchino II di Brandeburgo   |  |  |       |  |  |                       |  |  |                       |  |
|                                     |                      | Giovanni Giorgio di Brandeburgo   | Gioacchino II di Brandeburgo   |  |  |       |  |  |                       |  |  |                       |  |
|                                     |                      | Giovanni Giorgio di Brandeburgo   | Maddalena di Sassonia          |  |  |       |  |  |                       |  |  |                       |  |
| Sofia di Brandeburgo                |                      | Giovanni Giorgio di Brandeburgo   |                                |  |  |       |  |  |                       |  |  |                       |  |
|                                     |                      | Sabina di Brandeburgo-Ansbach     | Giorgio di Brandeburgo-Ansbach |  |  |       |  |  |                       |  |  |                       |  |
|                                     |                      | Sabina di Brandeburgo-Ansbach     | Giorgio di Brandeburgo-Ansbach |  |  |       |  |  |                       |  |  |                       |  |
|                                     |                      | Sabina di Brandeburgo-Ansbach     | Edvige di Münsterberg-Oels     |  |  |       |  |  |                       |  |  |                       |  |
| Giovanni Giorgio II di Sassonia     |                      | Sabina di Brandeburgo-Ansbach     |                                |  |  |       |  |  |                       |  |  |                       |  |
|                                     | Alberto I di Prussia | Federico I di Brandeburgo-Ansbach |                                |  |  |       |  |  |                       |  |  |                       |  |
|                                     | Alberto I di Prussia | Federico I di Brandeburgo-Ansbach |                                |  |  |       |  |  |                       |  |  |                       |  |
|                                     | Alberto I di Prussia | Sofia di Polonia                  |                                |  |  |       |  |  |                       |  |  |                       |  |
| Alberto Federico di Prussia         | Alberto I di Prussia |                                   |                                |  |  |       |  |  |                       |  |  |                       |  |
|                                     |                      | Anna Maria di Brunswick-Lüneburg  | Eric I di Brunswick-Lüneburg   |  |  |       |  |  |                       |  |  |                       |  |
|                                     |                      | Anna Maria di Brunswick-Lüneburg  | Eric I di Brunswick-Lüneburg   |  |  |       |  |  |                       |  |  |                       |  |
|                                     |                      | Anna Maria di Brunswick-Lüneburg  | Elisabetta di Brandeburgo      |  |  |       |  |  |                       |  |  |                       |  |
| Maddalena Sibilla di Prussia        |                      | Anna Maria di Brunswick-Lüneburg  |                                |  |  |       |  |  |                       |  |  |                       |  |
|                                     |                      | Guglielmo di Jülich-Kleve-Berg    | Giovanni III di Kleve          |  |  |       |  |  |                       |  |  |                       |  |
|                                     |                      | Guglielmo di Jülich-Kleve-Berg    | Giovanni III di Kleve          |  |  |       |  |  |                       |  |  |                       |  |
|                                     |                      | Guglielmo di Jülich-Kleve-Berg    | Maria di Jülich-Berg           |  |  |       |  |  |                       |  |  |                       |  |
| Maria Eleonora di Jülich-Kleve-Berg |                      | Guglielmo di Jülich-Kleve-Berg    |                                |  |  |       |  |  |                       |  |  |                       |  |
|                                     |                      | Maria d'Austria                   | Ferdinando I d'Asburgo         |  |  |       |  |  |                       |  |  |                       |  |
|                                     |                      | Maria d'Austria                   | Ferdinando I d'Asburgo         |  |  |       |  |  |                       |  |  |                       |  |
|                                     |                      | Maria d'Austria                   | Anna Jagellone                 |  |  |       |  |  |                       |  |  |                       |  |
|                                     |                      | Maria d'Austria                   |                                |  |  |       |  |  |                       |  |  |                       |  |